# لارن کندی
لارن کندی (به انگلیسی: Lauren Kennedy) بازیگر، خواننده (زاده ۱۹۷۳) آمریکایی است.
از فیلم‌های معروف او می‌توان به بازی در فیلم اسکوبی-دو ۲ اشاره کرد.